# Perenzione amministrativa
In Italia la perenzione amministrativa è un istituto caratteristico della contabilità pubblica, secondo il quale i residui passivi che non vengono pagati entro un certo tempo a partire dall'esercizio a cui si riferiscono vengono eliminati dal bilancio dello Stato e iscritti nel conto del patrimonio dello Stato tra le passività. In particolare l'art. 36 del regio decreto 2440/1923 (e successive modificazioni e integrazioni) stabilisce che i residui delle spese correnti (ad es. di funzionamento) e delle spese in conto capitale (ad es. di investimento) non pagati entro il secondo esercizio successivo a quello in cui è stato iscritto il relativo stanziamento – cosiddetti residui di lettera c) – si intendono perenti agli effetti amministrativi. Le somme eliminate possono riprodursi in bilancio con riassegnazione ai pertinenti capitoli degli esercizi successivi, qualora il creditore ne richieda il pagamento (purché non sia trascorso il periodo di «prescrizione» giuridica del suo diritto), con prelevamento dagli appositi “fondo speciale per la riassegnazione dei residui perenti delle spese di parte corrente” e “fondo speciale per la riassegnazione dei residui perenti delle spese in conto capitale”, entrambi istituiti nello stato di previsione del Ministero dell'Economia e delle Finanze;
Quello della perenzione è un istituto amministrativo che non arreca alcun danno al creditore che, anche qualora sia avvenuta la cancellazione dal bilancio dell'importo dovutogli, conserva il diritto ad avanzare richiesta di pagamento: essa determinerà (compatibilmente con la disponibilità di risorse nei fondi speciali per la riassegnazione) la reiscrizione in bilancio del suo credito.
In generale lo scopo di queste disposizioni in materia di residui passivi è quello di evitare che le amministrazioni statali abbiano a disposizione nei propri bilanci considerevoli stanziamenti di risorse da impegnare e spendere in esercizi ormai lontani da quello in cui la spesa in questione è stata autorizzata con l'approvazione del bilancio. In caso contrario, la funzione di controllo parlamentare sulla gestione delle risorse pubbliche risulterebbe indebolita e, in ciascun esercizio, il fabbisogno finanziario dello Stato potrebbe dipendere in maniera preponderante dall'accumulazione dei residui, rendendo particolarmente difficoltosa la gestione di cassa.
La perenzione amministrativa non va confusa, nella sua natura e nei suoi effetti, con la prescrizione estintiva. Quest'ultima, infatti, comporta, in base alle norme del codice civile, la perdita del diritto a percepire la somma non riscossa entro un dato termine (ad esempio, gli interessi – compresi quelli relativi al debito pubblico – si prescrivono in cinque anni).